# 퀸 베아트릭스 국제공항

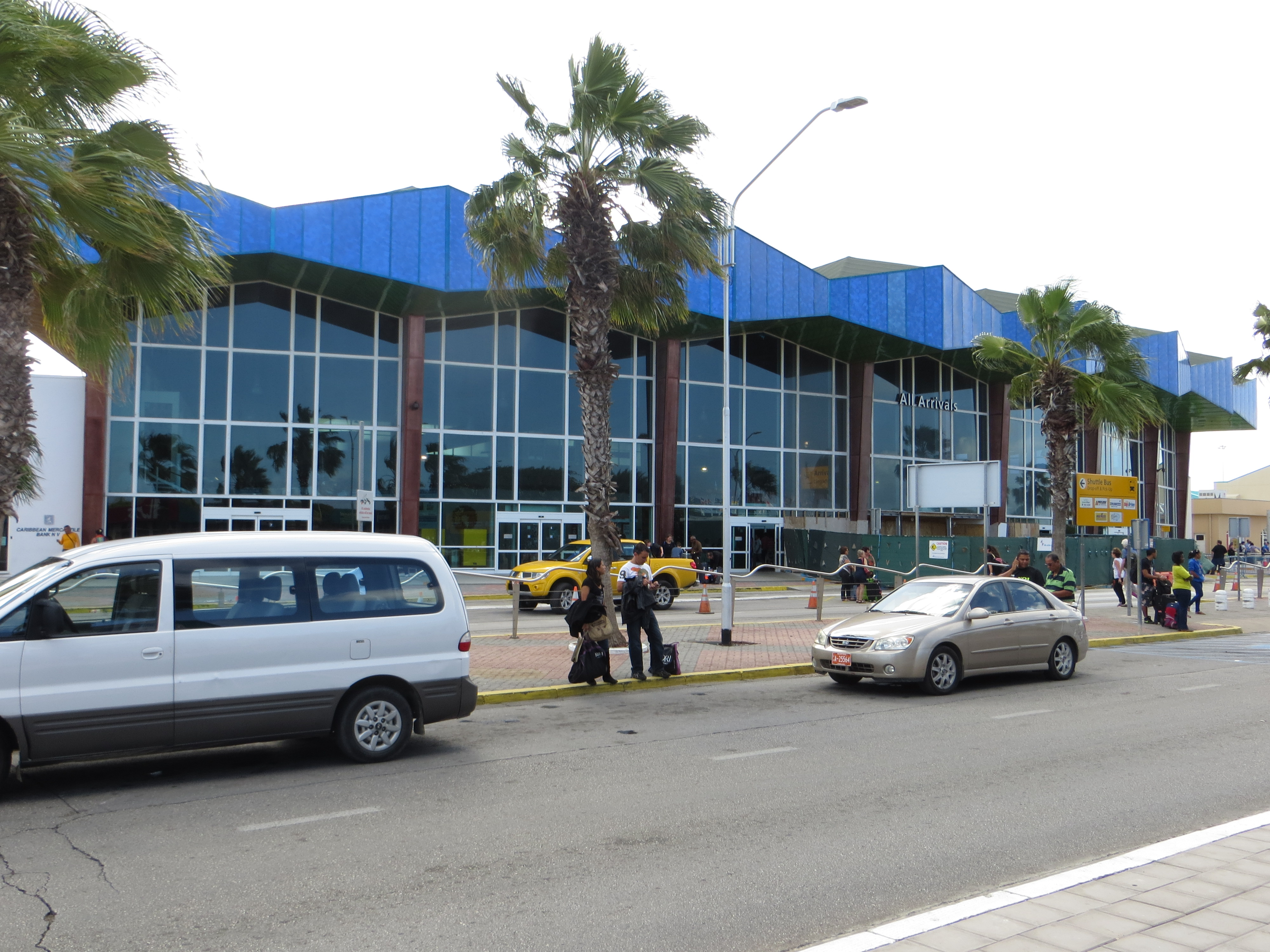

퀸 베아트릭스 국제공항(Queen Beatrix International Airport, IATA: AUA, ICAO: TNCA)은 아루바 오라녜스타트에 위치한 국제공항이다. 미국, 카리브해의 여러 국가, 남아메리카의 북부해안국가들, 캐나다, 그리고 네덜란드를 포함한 유럽의 일부 지역으로의 항공편을 제공한다. 이 공항의 이름은 1980년부터 2013년까지 네덜란드의 여왕이었던 베아트릭스의 이름을 땄다.